# 山根響

山根 響（やまね ひびき、1998年4月10日 - ）は、日本のプロバスケットボール選手。山口県出身。ポジションはポイントガード。B3リーグ・しながわシティ所属。

## 来歴

### プロ入りまで
山口県出身。
佐波小学校(佐波ミニバスケットボール）を経て、佐波中学校では山口県Jr.オールスター選出。
誠英高等学校では山口県少年国体選出。
日本大学では、関東大学バスケットボール新人戦2位（2018年）、全日本大学バスケットボール選手権大会3位。同期に杉本天昇（ファイティングイーグルス名古屋）と上澤俊喜（広島ドラゴンフライズ）と駒沢颯（茨城ロボッツ）と市橋歩（金沢武士団）とシェイク・ケイタ（香川ファイブアローズ）、3級上に新号健（元東京ユナイテッド）、2級上に大橋聖也（元香川ファイブアローズ）と本村亮輔（熊本ヴォルターズ）、1級上に松脇圭志（琉球ゴールデンキングス）とジャワラ・ジョゼフ（徳島ガンバロウズ）と藤井優（立川ダイス）、1級下に高原晟也（元大阪エヴェッサ）と黒田亘（金沢武士団）、2級下に飯尾文哉（大阪エヴェッサ）と佐藤大介（香川ファイブアローズ）、3級下に陳岡燈生（ベルテックス静岡）と野口侑真（熊本ヴォルターズ）がいる。
社会人では、ONELYS和歌山、MMFバスケットボールクラブ、山口クラブに所属していた。主な戦績は全日本社会人バスケットボール選手権大会優勝。特別国民体育大会山口県3位。2023年天皇杯1次ラウンド突破（山口クラブ）。天皇杯2次ラウンドのトライフープ岡山戦では、32ポイント5リバウンド9アシストを記録した。

### 香川ファイブアローズ時代（2023-24）
2023-24シーズン。
香川ファイブアローズに入団し、Bリーグ選手となる。
10試合出場、1試合先発、3.40分、0.60得点、0.20リバウンド、0.20アシストを記録した。

### しながわシティ時代（2024-）
2024-25シーズン。
しながわシティ所属。
ローテーション入りし、前年度から大きくプレイタイムを伸ばした。
バレンタイン企画のB.LEAGUE モテ男No.1決定戦の品川代表に選出された。
50試合出場し、5試合先発、13.32分、3.84得点、1.06リバウンド、1.22アシストを記録した。
現在はしながわシティに所属している。

## 個人成績
| シーズン   | チーム | GP | GS | MPG   | FG%   | 3P%   | FT%   | RPG  | APG  | SPG  | BPG  | TO   | PPG  |
| ---------- | ------ | -- | -- | ----- | ----- | ----- | ----- | ---- | ---- | ---- | ---- | ---- | ---- |
| B3 2023-24 | 香川   | 10 | 1  | 3.40  | 14.3% | 20.0% | 37.5% | 0.20 | 0.20 | 0.10 | 0.00 | 0.70 | 0.60 |
| B3 2024-25 | 品川   | 50 | 5  | 13.32 | 29.8% | 23.0% | 51.2% | 1.06 | 1.22 | 0.46 | 0.04 | 0.92 | 3.84 |

## 人物

### プレイスタイル
スピードを活かしたボールプッシュやドライブ、ピック＆ロールを使ったプレーや3Pを武器としている。

### 趣味
温泉、サウナ巡り、キャンプ、ショッピング

### 特技
ボーリング

### その他
バッシュを毎試合ごとに変えている。